# 금수강산면
금수강산면(金水江山面)은 대한민국 경상북도 성주군의 면이다. 넓이는 74.74km2이고, 인구는 2006년 기준으로 1,219명이다.
본래 이름은 금수면(金水面)이었으나, 어감이 좋지 않다는 주민의 의견에 따라 2024년 8월 1일자로 지금의 이름으로 변경했다.

## 행정 구역
- 광산리(廣山里)
- 명천리(明川里)
- 영천리(苓川里)
- 어은리(魚隱里)
- 후평리(厚平里)
- 봉두리(鳳頭里)
- 무학리(舞鶴里)